# Goblin Commander: Unleash the Horde
Goblin Commander: Unleash the Horde est un jeu vidéo de stratégie en temps réel développé et publié par Jaleco le 11 novembre 2003 sur PlayStation 2, GameCube et Xbox. Le jeu se déroule dans un univers de fantasy où le joueur gère un clan de gobelins au choix parmi les cinq présents dans le jeu. Deux ressources sont présentes dans le jeu : l'or, qui sert aux améliorations et au bâtiment de défense, que l'on récupère en détruisant des éléments du décor et les âmes qui servent l'engagement des troupes et que l'on récupère grâce à des puits d'âmes à revendiquer sur la carte.

## Trame
Le jeu se déroule dans un univers de fantasy dans lequel le joueur incarne Grommel, le chef des StoneKrusher, un des cinq clans de gobelins créés par le mage humain Fraziel. Ils les a créés à l'image des cinq lunes magiques d'Ogriss, lieu où se passe l'histoire. Les StoneKrusher gris sont les plus forts à l'image de Froxx leur lune mère et servent de mineurs à Fraziel. Les HellFire rouges, dont la lune se nomme Heelinx, sont éclaireurs et bucherons dans les forêts. Les StormBringer bleus, guidés par la lune Trist, ont reçu d'elle la maitrise de la foudre. Les PlageSpitter verts, baignant dans la lumière de Phoust, sont passés maîtres dans la domestication des bêtes sauvages dans les marais. Enfin, les NightHorde mauves, nés sous la lune Farthis, arpentent les champs de bataille et préfèrent l'obscurité à la lumière.
L'histoire commence lorsqu'un éboulement d'origine inconnue fait s'écrouler la mine cachant la machine de Fraziel que les StoneKrusher construisaient sous ses ordres. Outre la machine Fraziel meurt dans l'éboulement laissant les gobelins sans but. Grommel part tout d'abord chercher un autre lieu pour loger son peuple. Ses pas le mènent vers la forêt où vivent les HellFire dirigés par son frère Grax. Grax croit Grommel coupable de la mort de Fraziel et envoie ses guerriers contre lui. Grommel finit par le repousser jusqu'à ses dernières défenses et Grax se sacrifie en l'honneur de Fraziel. Grommel part ensuite pour les montagnes où règne Faine le sorcier, chef du clan StormBringer. Lui aussi le croit coupable, mais Grommel aidé par les HellFire, qui se sont ralliés à lui après la mort de Grax, réussit à faire pencher la bataille de son côté. Faine mort, les StormBringer suivent Grommel. Ils se rendent vers les marais chez Syst et le clan PlageSpitter. Encore une fois le combat est inévitable et finit par la mort de Syst. Enfin, après avoir mis sous ses couleurs les PlageSpitter, Grommel est confronté à son dernier frère le chef des NightHorde, Naxus. Ce dernier lui révèle son plan et lui avoue qu'il est la cause de l'éboulement et de la mort de Fraziel. La machine devait produire des bombes capables de voler les âmes des créatures d'Ogriss pour les changer par la suite en gobelins prêts à servir Fraziel. Naxus l'avait découvert et avait tout mis en œuvre pour d'approprier la machine. Grommel s'oppose à lui et réclame vengeance. Il rallie une partie du clan Nighthorde et affronte Naxus. Celui-ci finit par plier sous les forces de Grommel.
Ainsi les gobelins privés de leur maître choisissent de reconstruire leur vie. Sous la coupe de Grommel, leur nouveau chef, ils s'empressent de se chercher un nouveau but.

## Système de jeu
Goblin Commander mélange des éléments de jeux de stratégie en temps réel et de jeu d'action. Via une interface en vue du dessus, le joueur y contrôle un ou plusieurs clans de gobelins parmi les cinq disponibles dans le jeu, chacun ayant ses propres unités et spécificités. L’objectif est de collecter des ressources afin de se développer, de lever une armée et d’anéantir les autres clans de gobelins. Chaque joueur contrôle au départ un sanctuaire pour chaque clan sous son commandement, ainsi qu’un autel des titans. Le premier permet de recruter et d’améliorer les gobelins, le second permettant de créer des tourelles et de recruter des unités spéciales, les titans. Deux sortes de ressources sont disponibles dans le jeu : l’or et les âmes. L’or est collecté en trouvant des trésors, disséminés sur la carte, ou en détruisant des bâtiments adverses. Les âmes se ramassent en tuant des unités ennemies ou en capturant des puits d’âmes. D’autres bâtiments sont disséminés sur la carte et peuvent être capturés par les joueurs. C’est notamment le cas de l’observatoire, qui donne une plus grande distance de vue au joueur, et de la boutique de l’alchimiste où le joueur peuvent acheter des runes magiques.

### Clans
Chaque clan possède le même nombre d'unités et de niveaux d'amélioration. Il y a cinq unités par équipe et trois améliorations, dont la dernière ne concerne que l'unité passive, qui n'est pas concernée par les deux autres. Cette amélioration n'est visible que quand l'unité passive est débloquée. Chaque amélioration possède trois niveaux. Chaque clan possède aussi un type de tourelle et un titan qui sont construits dans l'Autel des Titans.

## Accueil
| Goblin Commander: Unleash the Horde |      |       |
| Média                               | Pays | Notes |
| GameSpot                            | US   | 67 %  |
| IGN                                 | US   | 80 %  |
| Jeuxvideo.com                       | FR   | 14/20 |
| Compilations de notes               |      |       |
| Metacritic                          | US   | 68 %  |